# هان یه-ری
هان یه-ری (انگلیسی: Han Ye-ri؛ زادهٔ ۲۳ دسامبر ۱۹۸۴) هنرپیشه، بازیگر سینما، و بازیگر تئاتر اهل کره جنوبی است.

## فیلم‌شناسی

### فیلم
| سال  | عنوان               | نقش         |
| ---- | ------------------- | ----------- |
| ۲۰۰۹ | پاجو                | می-آره      |
| ۲۰۱۲ | مثل یک تیم          | یون سون بوک |
| ۲۰۱۶ | یک رؤیای ساکت       | یه ری       |
| ۲۰۱۸ | ایلانگ: تشکیلات گرگ | گو می-کیونگ |
| ۲۰۱۸ | قهرمان              | سو جین      |
| ۲۰۲۰ | میناری              | مُنیکا یی    |